# Dejan Vojnović
Dejan Vojnović (ur. 23 marca 1975 w Splicie) – chorwacki lekkoatleta specjalizujący się w biegach sprinterskich i bobsleista. Dwukrotny olimpijczyk. Rekordzista Chorwacji w biegu na 100 metrów. Uczestnik Igrzysk Olimpijskich w Turynie, na których razem z Ivanem Šolą, Slavenem Krajačiciem, Juricą Grabušić i Alekiem Osmanoviciem zajęli 23. miejsce w konkurencji czwórek.

## Rekordy życiowe
- Bieg na 60 metrów (hala) – 6,63 (2003) halowy rekord Chorwacji[1]
- Bieg na 100 metrów – 10,25 (2001) były rekord Chorwacji[2]
- Bieg na 200 metrów – 21,33 (2003)
- Bieg na 200 metrów (hala) – 21,60 (2003)
- Skok w dal – 7,87 m (1999)
- Trójskok – 15,37 m (2000)